# 大贝森
大贝森是德国下萨克森州的一个市镇。总面积20.76平方公里，人口总数693人，其中男性362人，女性331人（2011年12月31日），人口密度33人/平方公里。